# Давид Марти
Давид Марти (фр. David Marty; 30. октобар 1982) професионални је француски рагбиста, који тренутно игра за француског друголигаша Перпињан. Висок 180 цм, тежак 90 кг, за Перпињан је до сада одиграо 287 мечева и постигао 205 поена. Са Перпињаном је освојио 2009. шампионат Француске. За репрезентацију Француске је одиграо 37 тест мечева и постигао 55 поена. Са репрезентацијом Француске 3 пута је освајао куп шест нација. Дебитовао је за француску репрезентацију у купу шест нација 2005. Играо је на два светска првенства.